# Astragalus geyeri
Astragalus geyeri es una especie de planta herbácea perteneciente a la familia de las leguminosas. Es originaria de Estados Unidos.

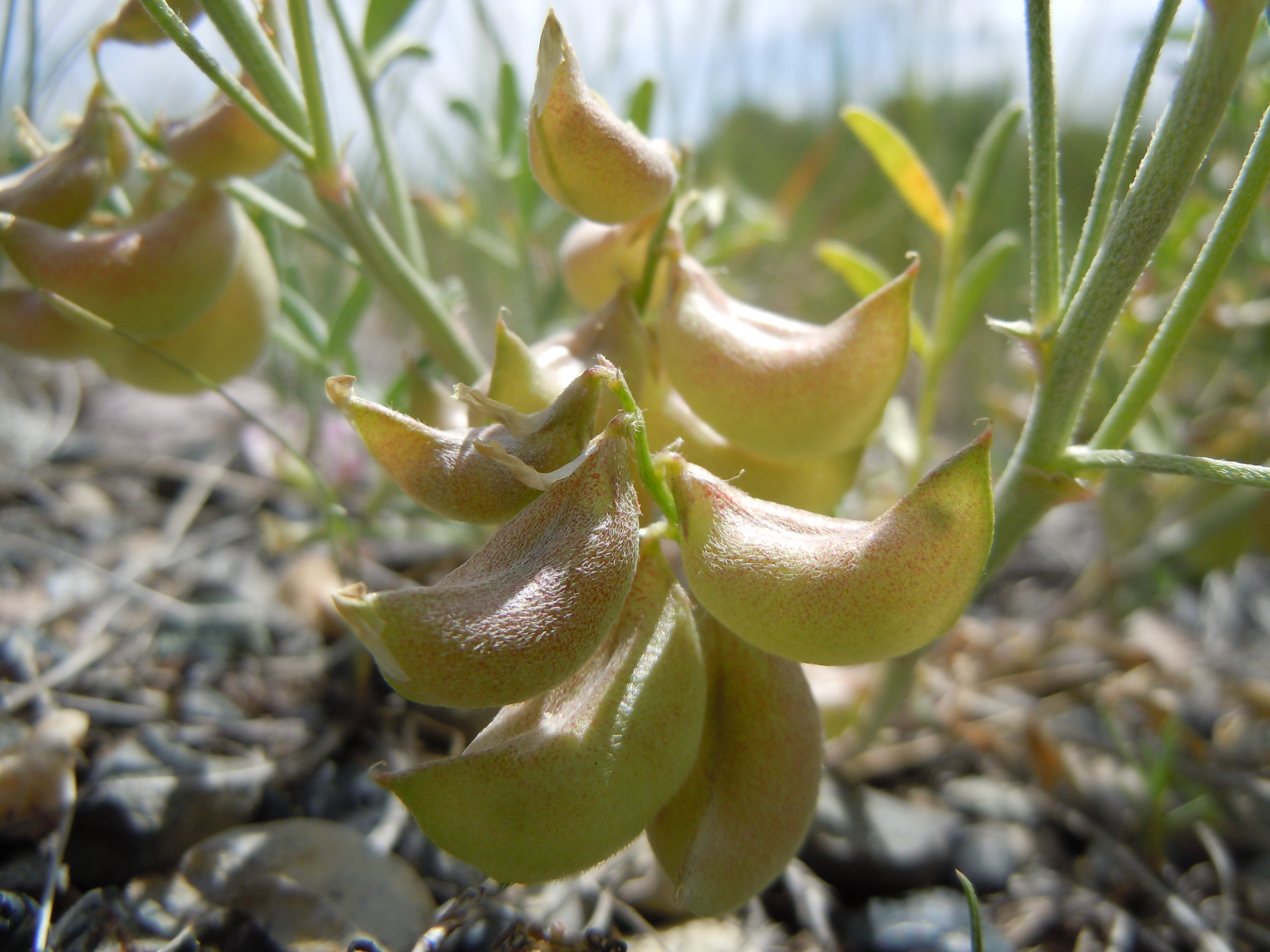
Frutos

## Distribución
Es una planta herbácea perennifolia que se encuentra en Estados Unidos, donde se distribuye por Arizona, California, Idaho, Nevada, Oregón, Utah, Washington y Wyoming.

## Taxonomía
Astragalus geyeri fue descrita por Asa Gray y publicado en Proceedings of the American Academy of Arts and Sciences 6: 214. 1864.
Etimología
Astragalus: nombre genérico derivado del griego clásico άστράγαλος y luego del Latín astrăgălus aplicado ya en la antigüedad, entre otras cosas, a algunas plantas de la familia Fabaceae, debido a la forma cúbica de sus semillas parecidas a un hueso del pie.
geyeri: epíteto otorgado en honor del botánico Carl Andreas Geyer.
Variedad aceptada
- Astragalus geyeri var. triquetrus (A.Gray) M.E.Jones

Sinonimia
- Astragalus geyeri var. geyeri
- Phaca annua Geyer
- Phaca annua Geyer ex Hook.[3][4]